# Richard Martini
Pour les articles homonymes, voir Martini.
Richard Martini (né le 26 août 1978 à Marseille) est un footballeur français. Il joue au poste de défenseur.Il est maintenant entraîneur de football.

## Carrière
- 1998-2000 :  Olympique de Marseille
- 2000-2001 :  FC Martigues (Prêté par Marseille)
- Juillet 2001-Décembre 2001 :  Olympique de Marseille
- Janvier 2002-Juin 2002 :  FC Lorient (Prêté par Marseille)
- 2002-2005 :  FC Lorient
- 2005-2007 :  EA Guingamp
- 2007-2009 :  LB Châteauroux
- 2009-Janvier 2010 :  UNFP
- Février 2010-Juin 2010 :  AS Gémenos
- Juillet 2010 :  Gueugnon
- Aout 2010 :  AS Gémenos[1]

## Palmarès
- Vainqueur de la Coupe de France en 2002 avec Lorient
- Finaliste de la Coupe de la Ligue en 2002 avec Lorient

## Statistiques
- 2 matchs et 0 but en Ligue des Champions
- 1 match et 0 but en Coupe de l'UEFA
- 15 matchs et 1 but en Ligue 1
- 224 matchs et 7 buts en Ligue 2